# جيميناي
جيميناي (بالإنجليزية: Gemini)‏ هي عائلة من النماذج اللغوية الكبيرة متعددة النماذج التي طوَّرتها شركة جوجل ديب مايند. أُصدر جيميناي في 6 ديسمبر 2023 تباعاً لإصدار لامدا وبالم2.
عائلة جيميناي تحتوي جيميناي آلترا وجيميناي برو وجيميناي نانو، وقد عُدَّت عائلة جيميناي مُنافِسةً لجي بي تي-4 فور إصدارها.

## التطوير
أعلنت شركة جوجل عن جيميناي كنموذج لغوي كبير طّور بواسطة ديب مايند في مؤتمر جوجل آي/أو في 10 مايو 2023. وقد روّج له كوريث أقوى لبالم2 (الذي تم الكشف عنه في نفس المؤتمر). وقد صرح المدير التنفيذي لجوجل ساندر بيتشاي أن جيميناي ما يزال في مراحل التطوير المبكرة آنذاك.
على نقيض النماذج اللغوية الكبيرة الأخرى، قيل أن جيميناي سيكون فريداً من نوعه حيث أنه لم يُدرّب على أصول نصية فقط وأنه صُمم ليكون متعدد النماذج (multimodal)، ما يعني أنه بإمكانه معالجة عدة أنواع من البيانات في نفس الوقت ومن ضمنها النصوص والصور والتسجيلات الصوتية والفيديوهات والنصوص البرمجية.
طوّر جيميناي من قِبل ديب مايند بالتعاون مع جوجل برين، وهما شركتان فرعيتان من جوجل وقد دُمجتا تحت مُسمى "جوجل ديب مايند" في الشهر السابق.
روّج الرئيس التنفيذي لديب مايند، ديمس هاسابيس، في مقابلة مع وايرد لإمكانيات جيميناي المتقدمة مؤمناً بأنها ستتيح للخوارزمية التفوّق على مُنتج أوبن أيه آي تشات جي بي تي الذي يعتمد على جي بي تي-4، خصوصاً أن شعبية تشات جي بي تي المتنامية نوفست بشدة من قِبل جوجل بمنتجات مثل لامدا وبارد. سيرجي برين، المؤسس الشريك لجوجل، ساعد في تطوير جيميناي بجانب المئات من المهندسين والمحامين الذين تولوا تصفية الفيديوهات التي دُرّب جيميناي عليها من منصة يوتيوب من أية مواد محمية بحقوق التأليف والنشر.

## الإطلاق

لقطة شاشة لـجيميناي

في 6 ديسمبر 2023 أُعلن عن إطلاق جيميناي 1.0 من خلال مؤتمر صحفي افتراضي. وقد تضمن الإصدار ثلاثة نماذج:
1. جيميناي آلترا: وقد صُمم لتولي المهمات المعقدة بشدة
2. جيميناي برو: صُمم لتولي نطاق واسع من المهمات
3. جيميناي نانو: صُمم لتولي مهمات الأجهزة مثل الهواتف الذكية

وقد دُمج جيميناي برو ونانو في بارد وهاتف بيكسل 8 برو بالإضافة لمجموعة من الأجهزة والتطبيقات الأخرى التي تعزم غوغل على دمج نماذج جيميناي ضمنها.
جيميناي متوفر حالياً باللغة الإنجليزية فقط، وقد رُوّج له كأكبر وأكثر نموذج ذكاء اصطناعي تطوراً من شركة جوجل وأنه صُمم ليحاكي تصرف البشر. وسمّي "جيميناي" كإشارة لمشروع ناسا المُلقب "مشروع جيميناي" الذي ساهم بتمهيد الطريق لأول هبوط على سطح القمر من خلال برنامج أبولو.
نموذج جيميناي آلترا أصبح أول نموذج لغوي يتفوق على خبراء البشر في "اختبار الفهم اللغوي الضخم للمهام المتعددة" حيث حصل على نتيجة بنسبة 90% في الاختبار. جيميناي برو الآن متاح لللعامة على منصة Vertex AI التابعة لمنصة جوجل السحابية كما سيُصدر جيميناي نانو لمطوري أندرويد لاحقاً.

## المواصفات
نماذج جيميناي الثلاث تشارك المعمارية البرمجية ذاتها بكونها محولات فك تشفير. ونظراً لكون جيميناي متعددَ النماذج فيمكن لنوافذ السياق احتواء أشكال متعددة من المُدخلات. مجموعة بيانات جيميناي هي متعددة النماذج ومتعددة اللغات وتحتوي "مستندات ويب وكُتب ونصوص برمجية وصُور وتسجيلات صوتية وفيديوهات".

## روابط خارجية
- الموقع الرسمي
- فيديو الإعلان الرسمي في يوتيوب
- الورقة البيضاء من جوجل ديب مايند